# Idiops clarus
Espèce
Synonymes
- Juambeltzia clara Mello-Leitão, 1946

Idiops clarus est une espèce d'araignées mygalomorphes de la famille des Idiopidae.

## Distribution
Cette espèce se rencontre en Uruguay et en Argentine.

## Description
Le mâle décrit par Fonseca-Ferreira, Guadanucci, Yamamoto et Brescovit en 2021 mesure 11 mm et la femelle 17,3 mm.

## Systématique et taxinomie
Cette espèce a été décrite sous le protonyme Juambeltzia clara par Mello-Leitão en 1946. Elle est placée dans le genre Idiops par Schiapelli et Gerschman en 1971.

## Publication originale
- Mello-Leitão, 1946 : « Nuevos aracnidos sudamericanos de las colecciones del Museo de Historia Natural de Montevideo. » Comunicaciones zoológicas del Museu de História Natural de Montevideo, vol. 2, no 35, p. 1-10.